# Франсуа Піко
Франсуа Едуар Піко (фр. François-Édouard Picot; 17 жовтня 1786—15 березня 1868) — французький історичний живописець, учень Франсуа Андре Венсена і Жака Луї Давида, представник неокласицизму.

## Біографія
Народився в Парижі в 1786 році. У 1813 році виграв Римську премію, отримавши стипендію для навчання живопису. Досяг першого успіху на Паризькому салоні 1819 роки за роботу Амур і Психея (Лувр). Продовжував виставлятися у Салоні по 1839 рік. У 1836 році Франсуа Едуар Піко був обраний в Паризьку академію; раніше, в 1832 році, став офіцером ордену Почесного легіону.

## Творчість
Отримавши в 1813 році велику римську премію, навчався в Італії, де написав картину «Амур і Психея» (1817), яка поклала початок його популярності. У творах першої пори своєї діяльності, як наприклад «Рафаель і Форнарина» (1822), «Орест, що засинає в обіймах Електри» (1822; в Луврських музеях) і «Благовіщення», він виявив, порівняно з послідовниками школи Давида, яка панувала на той час, більше простоти і натуральності в композиції, більше теплоти і блиску в колориті, більше м'якості і приємності в загальному враженні. Коли виник у французькому живопису романтичний напрям, Піко приєднався до нього і став прагнути в своїх роботах узгодити теплоту почуття і мальовничість з чистотою і строгістю стилю; але для повного досягнення цієї мети у нього не було достатньої сили.
Він став одним з видних корифеїв романтичної школи. Серед його учнів були такі художники, як Піль, Кабанель, Бугро, Леньов, Бенувіль, Г. Моро, Е. Леві та інші. З 1836 року він був членом Французького інституту. Найважливіші з творів цього художника відносяться до монументального живопису, серед яких алегоричний плафон в одній із зал Версальського музею, два таких самих плафони в Луврській галереї і настінний розпис у паризьких церквах Нотр-Дам-де-Лорет («Небесне увінчання Богородиці»), Сент-Вінсент-де-Поль («Христос і апостоли»), Сен-Меррі («Св. Женев'єва дає обітницю невинності») і ін. Серед інших творів Піко картини: «Взяття Кале герцогом Гізом у 1558 році» (в Версальської галереї) і «Епізод чуми у Флоренції» (в Гренобльському музеї); крім того він автор багатьох портретів.

## Галерея

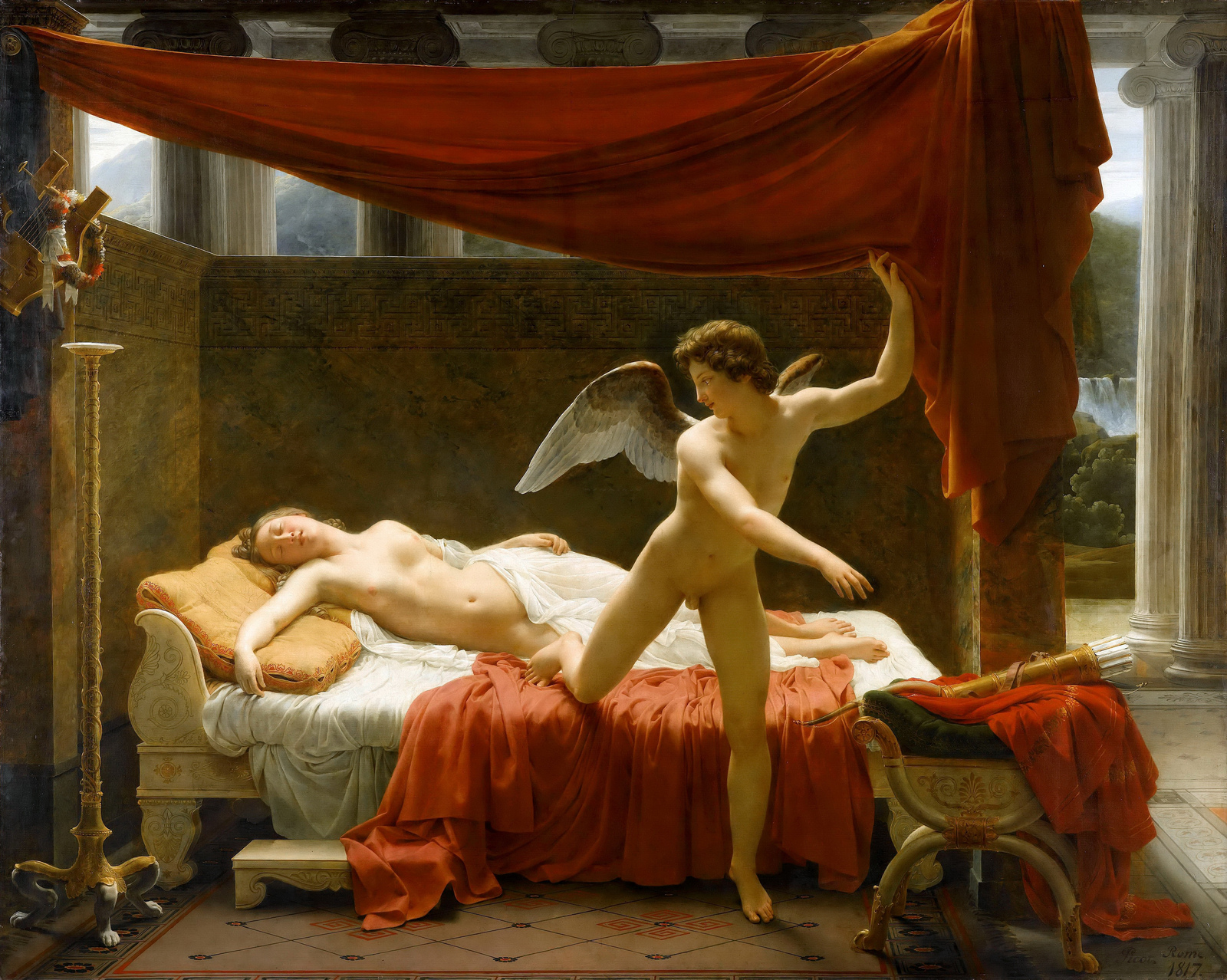
Амур і Психея (1817).
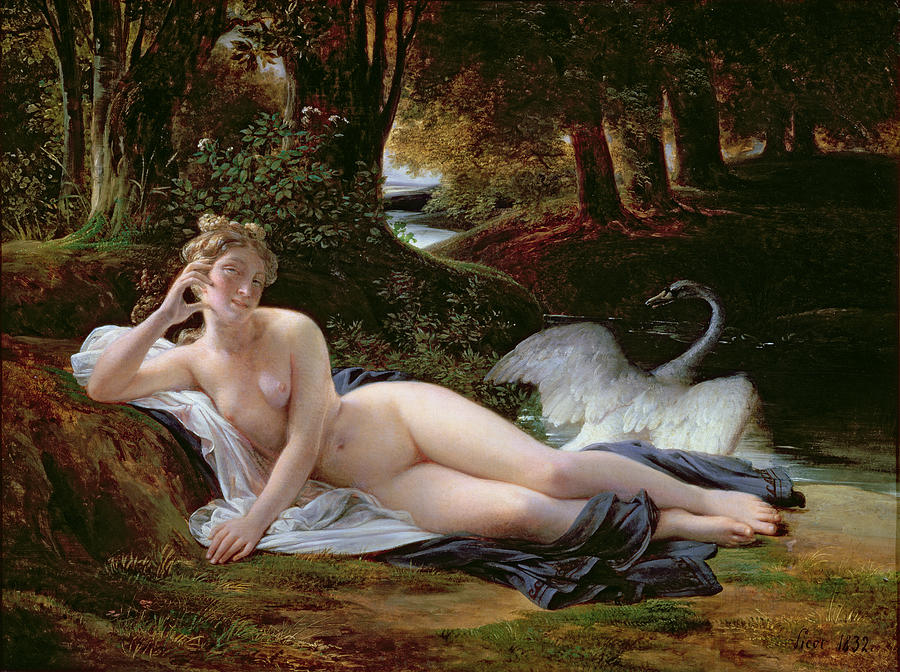
Леда (1832).
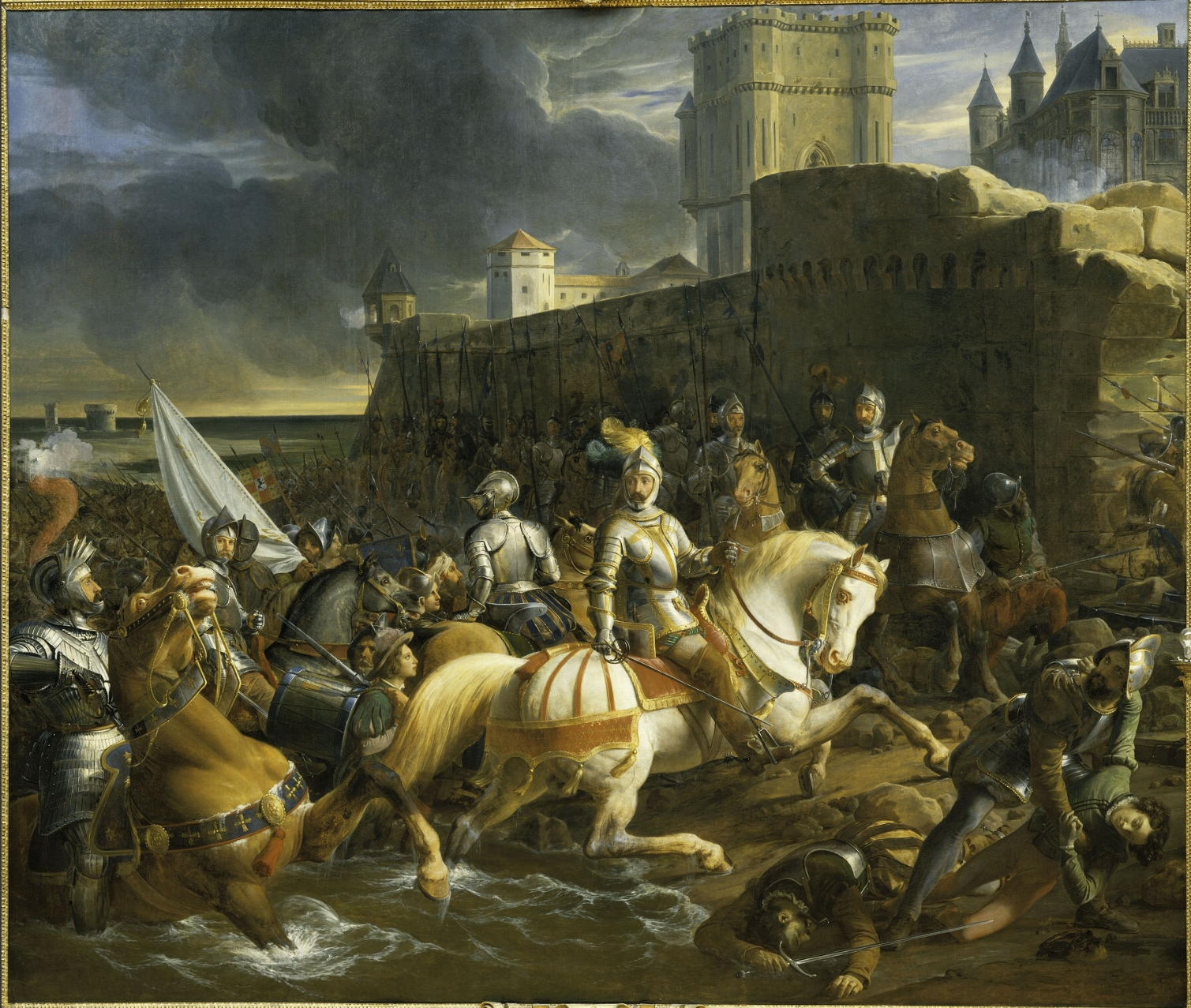
Взяття Кале герцогом Гізом у 1558 р.